# Monstros Invisíveis
Monstros Invisíveis (ou Invisible Monsters, no original) é um romance de Chuck Palahniuk, publicado em 1999.Originalmente escrito como seu primeiro livro, foi lançado somente após o sucesso de Fight Club (romance), pois as editoras recusavam-no acusando ser extremamente perturbador.Na ordem cronológica de publicação, Monstros Invisíveis foi o terceiro livro de Palahniuk.Em 2009, nos Estados Unidos, foi publicada uma segunda versão do livro, intitulada Invisible Monsters Remix,que amplia o universo do livro, adicionando mais capítulos, um prefácio do autor e um epílogo.O romance foi adaptado para uma HQ pelo artista KGZ “Gabor Kiss” em uma versão online que estaria disponível no site oficial do autor, The Cult.
1. ↑  INVISIBLE MONSTERS REMIX | Kirkus Reviews (em inglês). [S.l.: s.n.]
2. ↑  «Invisible Monsters Comic Book | The Cult». web.archive.org. 10 de outubro de 2011. Consultado em 30 de janeiro de 2024